# Mimocalanus nudus
Mimocalanus nudus är en kräftdjursart som beskrevs av Farran 1908. Mimocalanus nudus ingår i släktet Mimocalanus och familjen Spinocalanidae. Inga underarter finns listade i Catalogue of Life.